# Carole Bouquet
Carole Bouquet (Neuilly-sur-Seine, 18 d'agost de 1957) és una actriu francesa, coneguda internacionalment des del seu debut cinematogràfic en 1977, quan Luis Buñuel la va triar per protagonitzar al costat de Fernando Rey el clàssic del surrealisme Cet obscur objet du désir, compartint el personatge de Conchita amb Ángela Molina.

## Biografia

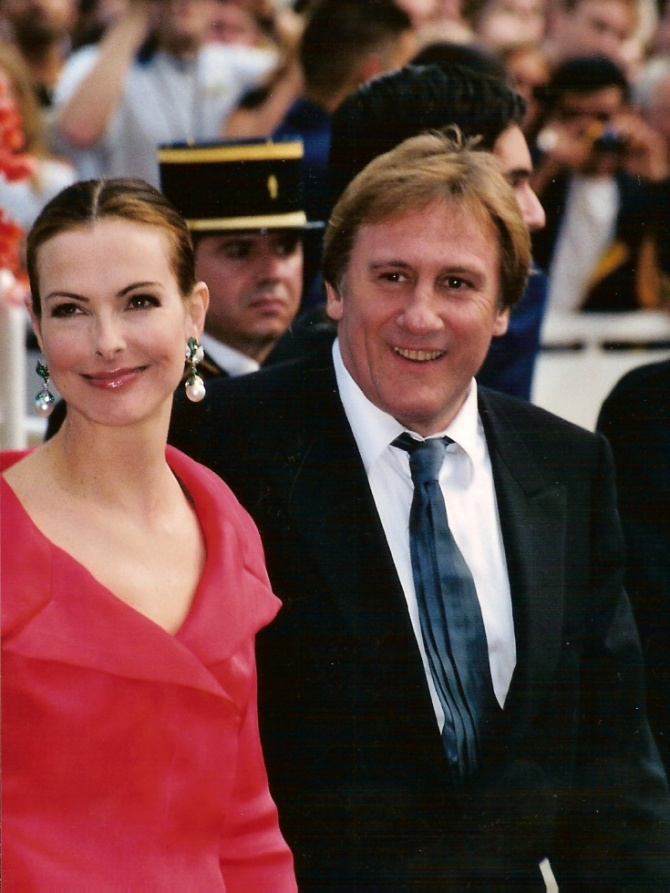
Carole Bouquet i Gérard Depardieu a Cannes, 2001.

Carole Bouquet i la seva germana, els pares de les quals estaven separats, són educades pel seu pare, Robert Bouquet, un auster enginyer. De gran, jutjarà la seva infantesa no desgraciada, però enutjosa. Indica tanmateix que el seu pare, avar de paraules, la va ajudar a construir-se: 
| « | La mirada d'un pare construït. Penso que les dones estan protegides per un pare afectuós | » |

. Afirma també: 
| « | No he après a ser una dona, però he après la independència. | » |

 Regularment va a Ginebra a veure el seu oncle Marc Bonnant, advocat ginebrí, i la seva tia Marianne.
Durant la seva joventut, rep a les germanes dominiques una educació basada en el mèrit i la humilitat. Després de breus estudis a la Sorbonne, decideix llançar-se a la carrera d'artista. A partir de 1976, s'inscriu al Conservatori d'art dramàtic de París per seguir-hi estudis de tres anys. Però, en el transcurs del primer any, coneix el realitzador Luis Buñuel quan passava un càsting.

### Carrera
La carrera de Carole Bouquet comença amb La Famille Cigale, un telenovel·la de 1977 que va qualificar més tard de « sèrie molt bèstia ».

Apreciada per a la seva bellesa clàssica, Luis Buñuel la fa rodar primer al cinema el 1977 en un clàssic del surrealisme, Cet obscur objet du désir, on Carole Bouquet interpreta el paper principal de Conchita. Nominada als César, el film esdevé un clàssic. L'any 2005, indica: 
| « | Amb Buñuel la meva vida ha canviat. (...) Em parlava de la meva vida. El prenia per a un endeví mentre que era simplement un senyor que tenia 77 anys i que llegia molt clarament a través d'una noia de 18 anys | » |

. La seva actuació és saludada als dos costats de l'Atlàntic, i la seva imatge d'icona de bellesa gelada neix amb aquesta primera aparició. Marxa a continuació a Nova York per tal de perfeccionar el seu anglès, a continuació enllaça a la seva tornada a França amb Bufet froid de Bertrand Blier, amb Gérard Depardieu com a company.
L'any 1981, encarna una noia Bond al costat de Roger Moore a Només per als teus ulls, un paper que la donarà a conèixer pel gran públic a França i a l'estranger
L'any 1984, és nominada al Cèsar a la millor actriu secundària a Rive droite, rive gauche de Philippe Labro, sempre amb Gérard Depardieu. El retroba l'any 1989 a Trop belle pour toi de Bertrand Blier; el seu paper li suposa el César a la millor actriu.
L'any 1994, fa el seu propi paper a Grosse fatigue de Michel Blanc. L'any 1997, interpreta una resistent apassionada a Lucie Aubrac de Claude Berri, al costat de Daniel Auteuil.
Al teatre, actua l'any 2002 a Fedra, posada en escena per Jacques Weber i el 2008 a Bérénice, posada en escena per Lambert Wilson.
A la televisió, apareix l'any 2004 a la sèrie Sex and the City a l'episodi « Any American Girl in Paris ».
Va guanyar el Premi César a la millor actriu en 1990 pel seu treball en la producció francesa Trop belle pour toi. Altres pel·lícules recents són Nord-est (2005) i Un ami parfait (2006).
Carole Bouquet és vídua del productor Jean-Pierre Rassam, amb qui va tenir un fill, Dimitri Rassam. El 2003 es va casar amb l'actor francès Gérard Depardieu, amb qui havia treballat en diverses ocasions amb anterioritat.
Durant la dècada de 1990 va participar en diverses campanyes publicitàries de la signatura Chanel.
El 2017 protagonitzà la minisèrie de televisió La Mante, produïda per Netflix.

### Compromisos
- El novembre de 2007, al costat de Josiane Balasko, en suport a la federació Dret a l'allotjament, llança una crida al govern després d'una llarga mediació social per a famílies africanes mal allotjades del carrer de la Banque a París.[5]
- Des de 1985 és la portaveu de la federació La Veu del Nen. La contacta després d'una projecció del film La Déchirure que la va trastocar.[6]
- És des de 1998 l'ambaixadora de la fundació PlaNet Finance.[7]

### Vida privada
Entre 1978 i 1985, Carole Bouquet és la companya de Jean-Pierre Rassam (cunyat de Claude Berri), amb qui té un fill, el productor Dimitri Rassam, nascut l'any 1981. Amb el realitzador i fotògraf Francis Giacobetti té un altre fill, Louis, nascut l'any 1987. De 1992 a 1996, és l'esposa de l'investigador Jacques Leibowitch, especialista del sida. L'any 1996, s'ajunta amb l'actor Gérard Depardieu; se separen l'any 2005.
El maig de 2014, apareix al festival de Cannes amb Philippe Sereys de Rothschild, fill de Filipina de Rothschild i de Jacques Sereys, oficialitzant així la seva nova relació.
No té cap relació de parentiu amb l'actor francès Michel Bouquet.

## Filmografia
- 1977: Cet obscur objet du désir
- 1979: Il Cappotto di Astrakan
- 1979: Buffet froid
- 1980: Blank Generation
- 1981: Només per als teus ulls (For Your Eyes Only)
- 1982: Der Tag der Idioten
- 1982: Bingo Bongo
- 1983: Mystère
- 1984: Rive droite, rive gauche
- 1984: Nemo
- 1984: Le Bon roi Dagobert
- 1985: Spécial police
- 1986: La coda del diavolo
- 1986: Double messieurs
- 1987: Jenatsch
- 1989: Trop belle per toi
- 1989: New York Stories
- 1989: Bunker Palace Hôtel
- 1991: Donne con le gonne
- 1993: Tango
- 1994: Grosse fatigue
- 1994: Picardies de dona (A Business Affair)
- 1996: Poussières d'amour - Abfallprodukte der Liebe
- 1997: Amor en temps de guerra (Lucie Aubrac)
- 1998: En plein coeur
- 1999: Un pont entre deux rives
- 2001: Wasabi: El tracte brut de la màfia (Wasabi)
- 2002: Embrassez qui vous voudrez
- 2002: Blanche
- 2003: Bienvenue chez les Rozes
- 2004: Les Fautes d'orthographe
- 2004: Feux rouges
- 2005: Travaux, on sait quand ça commence...
- 2005: Nordeste
- 2005: L'infern (L'enfer)
- 2006: Un ami parfait
- 2006: Aurore
- 2007: Si c'était lui...
- 2008: Les hauts murs
- 2008: Les enfants de Timpelbach
- 2009: Je vais te manquer
- 2010: Libre échange
- 2010: Le mystère
- 2010: Protéger et servir
- 2011: Impardonnables
- 2012: Mauvaise Fille
- 2014: Une heure de tranquillité de Patrice Leconte: Nathalie
- 2018: Voyez comme on danse de Michel Blanc: Lucie

## Premis i nominacions
Premis
- 1990: César a la millor actriu per Trop belle pour toi

Nominacions
- 1985: César a la millor actriu secundària per Rive droite, rive gauche

### Cerimònies i jurat

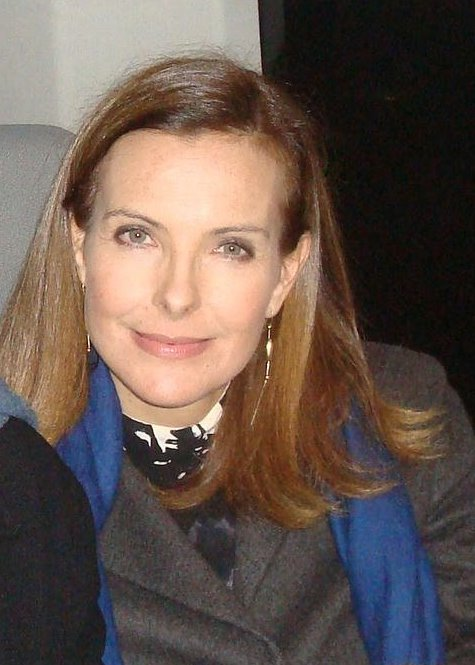
Carole Bouquet l'any 2008.

- L'any 1995, Carole Bouquet és la mestra de cerimònia del Festival de Cannes 1995.[2][4]
- L'any 1999, és jurat al 4t Festival internacional de cinema de Shanghai.
- L'any 2008, presideix el jurat del 34 Festival del cinema americà de Deauville.
- El maig de 2014, és membre del jurat dels llargmetratges al Festival de Cannes 2014,[4] presidit per la realitzadora neozelandesa Jane Campion.

## Altres activitats
- L'any 1986, Carole Bouquet esdevé l'egèria de la marca de luxe Chanel, i encarnarà fins als anys 1990 la imatge del perfum No 5.[2]
- Posseeix des de finals dels anys 1990[4] una propietat a l'illa de Pantelleria, a prop de Sicília (l'illa dels vents), que ha descobert gràcies a Isabella Rossellini.[4] Des de 2005, té i explota vinyes dedicades a la producció[4] de passito, un vi suau.[2] Aquest vinyer produeix 14000 ampolles de 50 cl per any sota la marca « Sangue d'Oro ».[9] La seva trobada amb l'enòleg Claude Boudamani ha estat el factor desencadenant. Apel·la als serveis de Dott Donato Lanati, conseller en viticultura i vinificació.
- Carole Bouquet ha creat el festival de Cinema «Un Réalisateur dans la Ville» a Nimes, amb Gérard Depardieu i Jean-Claude Carrière. Aquest festival té lloc cada estiu i presenta durant una setmana cinc films d'un realitzador, en companyia d'aquest últim i dels seus actors. El festival té lloc a l'aire lliure als jardins de la Fontaine a Nimes, a finals de juliol.